# 所当
所当（しょとう）は、中世の日本において田畠にかけられた租税。公事と対に扱われ、年貢と同一視される場合もあるが本来は異なるものである。
元来は「相当すること」「当を得ている」という意味で用いられていた言葉でその意味でも長く一般に用いられていた。租税としての「所当」も本来は適切に賦課された官物・雑役・地子などの租税のことを指していたが、12世紀初頭頃より、単に「所当」をもって（公事や臨時雑役などの臨時の賦課に対する）正規の賦課を意味する言葉となったのである。更に鎌倉時代には田畠にかけられた正規の賦課に限定されるようになり、本来そうした意味を有していた言葉であった「年貢」と混用されるようになった。